# Peggy Butts
Mary Alice Butts, geboren als Peggy Butts (* 15. August 1924 in Glace Bay, Nova Scotia; † 6. März 2004) war eine römisch-katholische Ordensfrau, Professorin für politische Theorie und kanadische Senatorin. 
Butts gehörte der Kongregation der Schulschwestern Unserer Lieben Frau von Namur an. Sie erwarb einen BA in Philosophie, einen Bachelor in Pädagogik und einen Master of Arts in politischer Philosophie an der Universität Ottawa sowie einen Doktorgrad in politischer Philosophie von der University of Toronto mit einer Arbeit über The political doctrines of Augustine of Hippo and Marsilius of Padua. Sie arbeitet erst als Direktorin einer High School, bevor sie Professorin an der St. Francis Xavier University und dem University College of Cape Breton (heute Cape Breton University) wurde. 
1993 rekrutierte sie Kanadas Generalgouverneur für einen Sitz im kanadischen Senat. Ihre Nominierung sorgte aber für landesweit publizierte Probleme: Nach dem Verfassungsgesetz von 1867 muss jeder Senator Land und Eigentum im Wert von je mindestens $4,000 besitzen. Butts, die einen Armutseid geschworen hatte, besaß weder noch. Sie konnte den Sitz erst am 23. September 1997 einnehmen, als ihr Orden ihr formal ein Stück Land überschrieben hatte. Im Senat saß sie bis zum 15. August 1999, als das Alterslimit von 75 Jahren sie zum Rücktritt zwang.
1995 erhielt sie den Weiler Award für ihre Beiträge zur Gemeinschaft und zur sozialen Entwicklung Kanadas, 1996 das Ehrendoktorat der St. Francis Xavier University. 